# غير الإنسان
غير البشري  أو الغير الإنسانية، تشير إلى أي كيان يظهر بعض الخصائص البشرية أو يعمل بنفس الطريقة التي يعمل بها البشر، ولكن لا يمتلك كافة الصفات التي يمتلكها الإنسان بالكامل. يمكن أن يشمل هذا الكيانات مثل الروبوتات، المركبات الذكية، الأنظمة الذكية، وأي كيان آخر تم تصميمه بطريقة تجعله يتصرف بطريقة تشبه سلوك الإنسان بشكل محدود.

## حقوق الحيوان
في حركة حقوق الحيوان، يُستخدم لغة شاملة تعكس الاعتراف بالقدرات والمشاعر المشتركة بين الحيوانات البشرية والغير البشرية. يُفهم النشطاء عمومًا أن الحيوانات غير البشرية تشترك في بعض الخصائص والقدرات مع البشر، مثل القدرة على الشعور بالألم والرحمة والذاكرة، فضلاً عن بعض الوظائف الإدراكية.
يعتقد بعض الناشطين أن هذا التشابه يبرر منح الحيوانات غير البشرية حقوقًا مماثلة لتلك التي تمنح للبشر، مثل الحق في الحفاظ على الذات. بعضهم يدعو إلى حماية جميع الحيوانات غير البشرية، أو على الأقل تلك التي تظهر عليها مستويات متقدمة من العقل والوعي، مثل الفقاريات وبعض اللافقاريات مثل رأسيات الأرجل، ويرون أنه يجب منحها الحقوق الكاملة في الشخصية.

## غير الإنسان في الفلسفة
الفلاسفة المعاصرون، مثل هنري بيرجسون، وجيل ديلوز، وفيليكس غواتاري، وكلود ليفي شتراوس، وغيرهم، استندوا في تحليلهم إلى أعمالهم لإثبات أن اللاإنساني  يفتح آفاقًا جديدة من المشاكل المعرفية والأنطولوجية في الأخلاق الإنسانية وما بعد الإنسانية. ربطوا بحثهم في غير البشر بالمناهج المادية والأخلاقية لدراسة المجتمع والثقافة.

## الذكاء الاصطناعي
تم استخدام مصطلح "غير البشري" لوصف برامج الكمبيوتر والأجهزة الشبيهة بالروبوت التي تظهر بعض الخصائص المشابهة للإنسان. سواء في الخيال العلمي أو في العالم الحقيقي، صممت برامج الكمبيوتر والروبوتات لأداء مهام تتطلب تفاعلات مع البشر بطريقة تشبه الوعي والرحمة. يشهد الاهتمام المتزايد باستخدام الروبوتات في دور رعاية المسنين على تطبيق عملي لهذه التقنيات. ولقد استُخدمت برامج الكمبيوتر لسنوات في المدارس لتوفير تجارب تعليمية فردية مع الأطفال. ومن بين الأمثلة البارزة، لعبة تماغوتشي التي تتطلب من الأطفال توفير الرعاية والاهتمام والتغذية لإبقاء المخلوق الافتراضي "على قيد الحياة

## أنظر أيضا
- حيوان
- حقوق الحيوان حسب البلد أو الإقليم
- الذكاء الاصطناعي
- التجريد من الإنسانية
- شخص

## روابط خارجية
لا بيانات لهذه المقالة على ويكي بيانات تخص الثقافة